# Sarcostoma borneense
Sarcostoma borneense är en orkidéart som beskrevs av Rudolf Schlechter. Sarcostoma borneense ingår i släktet Sarcostoma och familjen orkidéer. Inga underarter finns listade i Catalogue of Life.